# Parisome brune
Curruca lugens
Espèce
Statut de conservation UICN

 LC  : Préoccupation mineure
La Parisome brune (Curruca lugens) est une espèce de passereaux de la famille des Sylviidae.

## Systématique
La parisome brune faisait anciennement partie du genre Sylvia, mais a depuis été reclassée dans le genre Curruca après que celui-ci a été séparé de Sylvia.

## Répartition et sous-espèces
Son aire s'étend à travers l'afromontane orientale.
Selon la classification de référence du Congrès ornithologique international (15.1, 2025) elle se répartit en cinq sous-espèces :
- C. l. lugens Rüppell, 1840 — hauts plateaux éthiopiens ;
- C. l. griseiventris (Érard, 1978) — massif du Balé ;
- C. l. jacksoni (Sharpe, 1899) — aire dissoute des monts Imatong au sud du Malawi ;
- C. l. clara (Meise, 1934) — monts Matengo (en) ;
- C. l. prigoginei (Schouteden, 1952) — monts Itombwe (en).